# Liga Jia-A
La Liga Jia-A (en chino simplificado, 全国足球甲A联赛), conocida como Jia-A, fue la máxima competición profesional de fútbol en la República Popular de China entre 1994 y 2003 y predecesora de la actual Super Liga China; era organizada por la Asociación China de Fútbol, adscrita a la Confederación Asiática.
Fue creada en 1994 bajo la supervisión directa de un Comité de Liga Profesional del CFA; su alcance fue nacional y se dividió dos Divisiones. La Primera División se subdividió en las Divisiones 1A y 1B, Jia A y Jia B, siendo la palabra china Jia utilizada para referirse a la categoría superior o primera; la Segunda División fue y aún está subdividida en divisiones regionales.

## Historia
Similar a lo que ocurría en otros países asiáticos, China no contó con una liga profesional de fútbol hasta la creación de la Jia-A, luego que la Liga de Fútbol de China se transformara en profesional. Antes de este cambio, sólo podían participar en los campeonatos nacionales los clubes relacionados con las federaciones locales o aquellos vinculados a estamentos como el ejército o la policía, sin embargo, con la Jia-A se permitió el ingreso de empresas. El primer campeón fue Dalian Shide, entonces conocido como Dalian Wanda.
El campeonato mantuvo una buena progresión hasta 1997, después de que la selección de fútbol de China no pudo clasificarse para el Mundial de 1998, la asistencia a los estadios cayó rotundamente (registrándose asistencias de 10 personas por partido), el interés no se recuperó hasta que el combinado nacional se clasificó a la Copa Mundial de 2002. Para dar una mayor estabilidad al fútbol chino, la Federación nacional modificó de nuevo el campeonato, y en 2004 cambió su nombre a Super Liga China. El nuevo torneo obligaba a sus participantes a cumplir una serie de requisitos económicos, así como fomentar la cantera y limitar la contratación de extranjeros.

## Campeones (1994-2003)
| Temporada | Ganadores        | Triunfos totales | Subcampeones           | Tercer lugar     | Cuarto lugar       | N.º de clubes | refs   |
| --------- | ---------------- | ---------------- | ---------------------- | ---------------- | ------------------ | ------------- | ------ |
| 1994      | Dalian Wanda     | 14               | Guangzhou Apollo       | Shanghai Shenhua | Liaoning Yuandong  |               |        |
| 1995      | Shanghai Shenhua | 14               | Beijing Guoan          | Dalian Wanda     | Guangdong Hongyuan | 12            | [ 4 ]  |
| 1996      | Dalian Wanda     | 12               | Shanghai Shenhua       | August 1st       | Beijing Guoan      | 12            | [ 5 ]  |
| 1997      | Dalian Wanda     | 15               | Shanghai Shenhua       | Beijing Guoan    | Yanbian Aodong     | 12            | [ 6 ]  |
| 1998      | Dalian Wanda     | 19               | Shanghai Shenhua       | Beijing Guoan    | Guangzhou Songri   | 14            | [ 7 ]  |
| 1999      | Shandong Luneng  | 13               | Liaoning Fushun        | Sichuan Quanxing | Chongqing Longxin  | 14            | [ 8 ]  |
| 2000      | Dalian Shide     | 17               | Shanghai Shenhua       | Sichuan Quanxing | Chongqing Longxin  | 14            | [ 9 ]  |
| 2001      | Dalian Shide     | 16               | Shanghai Shenhua       | Liaoning Fushun  | Sichuan Quanxing   | 14            | [ 10 ] |
| 2002      | Dalian Shide     | 17               | Shenzhen Ping'an       | Beijing Guoan    | Shandong Luneng    | 15            | [ 11 ] |
| 2003      | Shanghai Shenhua | 17 [1]           | Shanghai International | Dalian Shide     | Shenzhen Jianlibao | 15            | [ 12 ] |

 [1] Shanghai Shenhua fue despojado del título el 19 de febrero de 2013 por escándalos.

### Títulos por equipo
| Equipo                 | Títulos | Subtítulos | Años campeón                             |
| ---------------------- | ------- | ---------- | ---------------------------------------- |
| Dalian Shide           | 7       | 0          | 1994, 1996, 1997, 1998, 2000, 2001, 2002 |
| Shanghai Shenhua       | 1       | 5          | 1995                                     |
| Shandong Luneng        | 1       | 0          | 1999                                     |
| Guangzhou Apollo       | 0       | 1          |                                          |
| Beijing Guoan          | 0       | 1          |                                          |
| Liaoning Fushun        | 0       | 1          |                                          |
| Shenzhen FC            | 0       | 1          |                                          |
| Shanghai International | 0       | 1          |                                          |